# Turnpike
Turnpike is een Belgische kortfilm uit 1996 van de hand van regisseur/muzikant Tom Barman. 
In het vijf minuten durende filmpje lopen twee naamloze personages (gespeeld door Seymour Cassel en Sam Louwyck) door de straten van Parijs. Er wordt tijdens de ganse film niet gesproken. Alleen het dEUS-nummer "Theme from Turnpike" is op de soundtrack te horen. Aan het einde van het filmpje slaat een van de twee personages door en blijkt aan een geestesziekte te lijden.
In een aantal Europese cinemazalen werd de korte film vertoond voor Trainspotting. De kortfilm werd eveneens gebruikt voor de videoclip van Theme from turnpike van Barmans band dEUS. Die videoclip werd niet vertoond door MTV wegens de te grote gelijkenis van de dans van Sam Louwyck en een epilepsieaanval.